# Sebastes ensifer
Sebastes ensifer és una espècie de peix pertanyent a la família dels sebàstids i a l'ordre dels escorpeniformes.
Fa 30 cm de llargària màxima.
És vivípar i de fecundació interna.
El seu nivell tròfic és de 3,63.
És inofensiu per als humans i el seu índex de vulnerabilitat és de moderat a alt (46 de 100).

## Hàbitat i distribució geogràfica
És un peix marí, demersal (entre 70 i 433 m de fondària) i de clima subtropical, el qual viu al Pacífic oriental central: des de San Francisco (Califòrnia, els Estats Units) fins al centre de la península de Baixa Califòrnia (Mèxic), incloent-hi el corrent de Califòrnia.